# هندبال در المپیک تابستانی ۲۰۲۰ – مسابقات مردان
مسابقات مردان هندبال یکی از رویدادهای بازی‌های المپیک تابستانی ۲۰۲۰ است که از ۲۴ ژوئیه تا ۷ اوت ۲۰۲۱ در ورزشگاه ملی یویوگی، توکیو برگزار شد.

## مسابقات انتخابی
| رقابت                                   | تاریخ                 | میزبان                  | سهمیه | تیم انتخاب شده  |
| --------------------------------------- | --------------------- | ----------------------- | ----- | --------------- |
| کشور میزبان                             | ۷ سپتامبر ۲۰۱۳        | —                       | ۱     | ژاپن            |
| قهرمانی هندبال مردان جهان ۲۰۱۹          | ۱۰–۲۷ ژانویه ۲۰۱۹     | دانمارک / · آلمان       | ۱     | دانمارک         |
| بازی‌های پان آمریکن ۲۰۱۹                 | ۳۱ ژوئیه – ۵ اوت ۲۰۱۹ | لیما                    | ۱     | آرژانتین        |
| مسابقات انتخابی آسیا                    | ۱۷–۲۶ اکتبر ۲۰۱۹      | قطر                     | ۱     | بحرین           |
| مسابقات قهرمانی هندبال مردان اروپا ۲۰۲۰ | ۱۰–۲۶ ژانویه ۲۰۲۰     | اتریش / · نروژ / · سوئد | ۱     | اسپانیا         |
| مسابقات قهرمانی هندبال مردان آفریقا     | ۱۵–۲۵ ژانویه ۲۰۲۰     | تونس                    | ۱     | مصر             |
| مسابقات انتخابی المپیک                  | ۱۲–۱۴ مارس ۲۰۲۱       | پودگوریتسا              | ۲     | برزیل · نروژ    |
| مسابقات انتخابی المپیک                  | ۱۲–۱۴ مارس ۲۰۲۱       | مون‌پلیه                 | ۲     | فرانسه · پرتغال |
| مسابقات انتخابی المپیک                  | ۱۲–۱۴ مارس ۲۰۲۱       | برلین                   | ۲     | آلمان · سوئد    |
| مجموع                                   |                       |                         | ۱۲    |                 |

### سیدبندی
سیدبندی مسابقات در ۱۴ مارس ۲۰۲۱ اعلام شد.
| سید ۱          | سید ۲         | سید ۳          | سید ۴        | سید ۵         | سید ۶            |
| -------------- | ------------- | -------------- | ------------ | ------------- | ---------------- |
| دانمارک · نروژ | فرانسه · سوئد | آلمان · پرتغال | برزیل · ژاپن | اسپانیا · مصر | آرژانتین · بحرین |

## مرحله گروهی
همه زمان‌ها براساس زمان استاندارد ژاپن است.

### گروه A
| رتبه | تیم      | بازی | برد | مساوی | باخت | گل زده | گل خورده | گل تفاضل | امتیاز | صلاحیت |
| ---- | -------- | ---- | --- | ----- | ---- | ------ | -------- | -------- | ------ | ------ |
| ۱    | فرانسه   | ۵    | ۴   | ۰     | ۱    | ۱۶۲    | ۱۴۸      | ۱۴+      | ۸      | صعود   |
| ۲    | اسپانیا  | ۵    | ۴   | ۰     | ۱    | ۱۵۵    | ۱۴۲      | ۱۳+      | ۸      | صعود   |
| ۳    | آلمان    | ۵    | ۳   | ۰     | ۲    | ۱۴۶    | ۱۳۱      | ۱۵+      | ۶      | صعود   |
| ۴    | نروژ     | ۵    | ۳   | ۰     | ۲    | ۱۳۶    | ۱۳۲      | ۴+       | ۶      | صعود   |
| ۵    | برزیل    | ۵    | ۱   | ۰     | ۴    | ۱۲۸    | ۱۴۵      | ۱۷−      | ۲      |        |
| ۶    | آرژانتین | ۵    | ۰   | ۰     | ۵    | ۱۲۵    | ۱۵۴      | ۲۹−      | ۰      |        |

| ۲۴ ژوئیه ۲۰۲۱ ۰۹:۰۰ | نروژ | ۲۷–۲۴ | برزیل | ورزشگاه ملی یویوگی، توکیو |
| ۲۴ ژوئیه ۲۰۲۱ ۰۹:۰۰ |      |       |       | ورزشگاه ملی یویوگی، توکیو |
| ۲۴ ژوئیه ۲۰۲۱ ۰۹:۰۰ |      |       |       | ورزشگاه ملی یویوگی، توکیو |

| ۲۴ ژوئیه ۲۰۲۱ ۱۱:۰۰ | فرانسه | ۳۳–۲۷ | آرژانتین | ورزشگاه ملی یویوگی، توکیو |
| ۲۴ ژوئیه ۲۰۲۱ ۱۱:۰۰ |        |       |          | ورزشگاه ملی یویوگی، توکیو |
| ۲۴ ژوئیه ۲۰۲۱ ۱۱:۰۰ |        |       |          | ورزشگاه ملی یویوگی، توکیو |

| ۲۴ ژوئیه ۲۰۲۱ ۱۶:۱۵ | آلمان | ۲۷–۲۸ | اسپانیا | ورزشگاه ملی یویوگی، توکیو |
| ۲۴ ژوئیه ۲۰۲۱ ۱۶:۱۵ |       |       |         | ورزشگاه ملی یویوگی، توکیو |
| ۲۴ ژوئیه ۲۰۲۱ ۱۶:۱۵ |       |       |         | ورزشگاه ملی یویوگی، توکیو |

| ۲۶ ژوئیه ۲۰۲۱ ۰۹:۰۰ | برزیل | ۲۹–۳۴ | فرانسه | ورزشگاه ملی یویوگی، توکیو |
| ۲۶ ژوئیه ۲۰۲۱ ۰۹:۰۰ |       |       |        | ورزشگاه ملی یویوگی، توکیو |
| ۲۶ ژوئیه ۲۰۲۱ ۰۹:۰۰ |       |       |        | ورزشگاه ملی یویوگی، توکیو |

| ۲۶ ژوئیه ۲۰۲۱ ۱۱:۰۰ | آرژانتین | ۲۵–۳۳ | آلمان | ورزشگاه ملی یویوگی، توکیو |
| ۲۶ ژوئیه ۲۰۲۱ ۱۱:۰۰ |          |       |       | ورزشگاه ملی یویوگی، توکیو |
| ۲۶ ژوئیه ۲۰۲۱ ۱۱:۰۰ |          |       |       | ورزشگاه ملی یویوگی، توکیو |

| ۲۶ ژوئیه ۲۰۲۱ ۱۶:۱۵ | اسپانیا | ۲۸–۲۷ | نروژ | ورزشگاه ملی یویوگی، توکیو |
| ۲۶ ژوئیه ۲۰۲۱ ۱۶:۱۵ |         |       |      | ورزشگاه ملی یویوگی، توکیو |
| ۲۶ ژوئیه ۲۰۲۱ ۱۶:۱۵ |         |       |      | ورزشگاه ملی یویوگی، توکیو |

| ۲۸ ژوئیه ۲۰۲۱ ۱۶:۱۵ | نروژ | ۲۷–۲۳ | آرژانتین | ورزشگاه ملی یویوگی، توکیو |
| ۲۸ ژوئیه ۲۰۲۱ ۱۶:۱۵ |      |       |          | ورزشگاه ملی یویوگی، توکیو |
| ۲۸ ژوئیه ۲۰۲۱ ۱۶:۱۵ |      |       |          | ورزشگاه ملی یویوگی، توکیو |

| ۲۸ ژوئیه ۲۰۲۱ ۱۹:۳۰ | برزیل | ۲۵–۳۲ | اسپانیا | ورزشگاه ملی یویوگی، توکیو |
| ۲۸ ژوئیه ۲۰۲۱ ۱۹:۳۰ |       |       |         | ورزشگاه ملی یویوگی، توکیو |
| ۲۸ ژوئیه ۲۰۲۱ ۱۹:۳۰ |       |       |         | ورزشگاه ملی یویوگی، توکیو |

| ۲۸ ژوئیه ۲۰۲۱ ۲۱:۳۰ | فرانسه | ۳۰–۲۹ | آلمان | ورزشگاه ملی یویوگی، توکیو |
| ۲۸ ژوئیه ۲۰۲۱ ۲۱:۳۰ |        |       |       | ورزشگاه ملی یویوگی، توکیو |
| ۲۸ ژوئیه ۲۰۲۱ ۲۱:۳۰ |        |       |       | ورزشگاه ملی یویوگی، توکیو |

| ۳۰ ژوئیه ۲۰۲۱ ۰۹:۰۰ | آرژانتین | ۲۳–۲۵ | برزیل | ورزشگاه ملی یویوگی، توکیو |
| ۳۰ ژوئیه ۲۰۲۱ ۰۹:۰۰ |          |       |       | ورزشگاه ملی یویوگی، توکیو |
| ۳۰ ژوئیه ۲۰۲۱ ۰۹:۰۰ |          |       |       | ورزشگاه ملی یویوگی، توکیو |

| ۳۰ ژوئیه ۲۰۲۱ ۱۴:۱۵ | فرانسه | ۳۶–۳۱ | اسپانیا | ورزشگاه ملی یویوگی، توکیو |
| ۳۰ ژوئیه ۲۰۲۱ ۱۴:۱۵ |        |       |         | ورزشگاه ملی یویوگی، توکیو |
| ۳۰ ژوئیه ۲۰۲۱ ۱۴:۱۵ |        |       |         | ورزشگاه ملی یویوگی، توکیو |

| ۳۰ ژوئیه ۲۰۲۱ ۲۱:۳۰ | آلمان | ۲۸–۲۳ | نروژ | ورزشگاه ملی یویوگی، توکیو |
| ۳۰ ژوئیه ۲۰۲۱ ۲۱:۳۰ |       |       |      | ورزشگاه ملی یویوگی، توکیو |
| ۳۰ ژوئیه ۲۰۲۱ ۲۱:۳۰ |       |       |      | ورزشگاه ملی یویوگی، توکیو |

| ۱ اوت ۲۰۲۱ ۱۴:۱۵ | اسپانیا | ۳۶–۲۷ | آرژانتین | ورزشگاه ملی یویوگی، توکیو |
| ۱ اوت ۲۰۲۱ ۱۴:۱۵ |         |       |          | ورزشگاه ملی یویوگی، توکیو |
| ۱ اوت ۲۰۲۱ ۱۴:۱۵ |         |       |          | ورزشگاه ملی یویوگی، توکیو |

| ۱ اوت ۲۰۲۱ ۱۶:۱۵ | نروژ | ۳۲–۲۹ | فرانسه | ورزشگاه ملی یویوگی، توکیو |
| ۱ اوت ۲۰۲۱ ۱۶:۱۵ |      |       |        | ورزشگاه ملی یویوگی، توکیو |
| ۱ اوت ۲۰۲۱ ۱۶:۱۵ |      |       |        | ورزشگاه ملی یویوگی، توکیو |

| ۱ اوت ۲۰۲۱ ۱۹:۳۰ | آلمان | ۲۹–۲۵ | برزیل | ورزشگاه ملی یویوگی، توکیو |
| ۱ اوت ۲۰۲۱ ۱۹:۳۰ |       |       |       | ورزشگاه ملی یویوگی، توکیو |
| ۱ اوت ۲۰۲۱ ۱۹:۳۰ |       |       |       | ورزشگاه ملی یویوگی، توکیو |

### گروه B
| رتبه | تیم      | بازی | برد | مساوی | باخت | گل زده | گل خورده | گل تفاضل | امتیاز | صلاحیت |
| ---- | -------- | ---- | --- | ----- | ---- | ------ | -------- | -------- | ------ | ------ |
| ۱    | دانمارک  | ۵    | ۴   | ۰     | ۱    | ۱۷۴    | ۱۳۹      | ۳۵+      | ۸      | صعود   |
| ۲    | مصر      | ۵    | ۴   | ۰     | ۱    | ۱۵۴    | ۱۳۴      | ۲۰+      | ۸      | صعود   |
| ۳    | سوئد     | ۵    | ۴   | ۰     | ۱    | ۱۴۴    | ۱۴۲      | ۲+       | ۸      | صعود   |
| ۴    | بحرین    | ۵    | ۱   | ۰     | ۴    | ۱۲۹    | ۱۴۹      | ۲۰−      | ۲      | صعود   |
| ۵    | پرتغال   | ۵    | ۱   | ۰     | ۴    | ۱۴۳    | ۱۵۶      | ۱۳−      | ۲      |        |
| ۶    | ژاپن (H) | ۵    | ۱   | ۰     | ۴    | ۱۴۶    | ۱۷۰      | ۲۴−      | ۲      |        |

| ۲۴ ژوئیه ۲۰۲۱ ۱۴:۱۵ | سوئد | ۳۲–۳۱ | بحرین | ورزشگاه ملی یویوگی، توکیو |
| ۲۴ ژوئیه ۲۰۲۱ ۱۴:۱۵ |      |       |       | ورزشگاه ملی یویوگی، توکیو |
| ۲۴ ژوئیه ۲۰۲۱ ۱۴:۱۵ |      |       |       | ورزشگاه ملی یویوگی، توکیو |

| ۲۴ ژوئیه ۲۰۲۱ ۱۹:۳۰ | پرتغال | ۳۱–۳۷ | مصر | ورزشگاه ملی یویوگی، توکیو |
| ۲۴ ژوئیه ۲۰۲۱ ۱۹:۳۰ |        |       |     | ورزشگاه ملی یویوگی، توکیو |
| ۲۴ ژوئیه ۲۰۲۱ ۱۹:۳۰ |        |       |     | ورزشگاه ملی یویوگی، توکیو |

| ۲۴ ژوئیه ۲۰۲۱ ۲۱:۳۰ | دانمارک | ۴۷–۳۰ | ژاپن | ورزشگاه ملی یویوگی، توکیو |
| ۲۴ ژوئیه ۲۰۲۱ ۲۱:۳۰ |         |       |      | ورزشگاه ملی یویوگی، توکیو |
| ۲۴ ژوئیه ۲۰۲۱ ۲۱:۳۰ |         |       |      | ورزشگاه ملی یویوگی، توکیو |

| ۲۶ ژوئیه ۲۰۲۱ ۱۴:۱۵ | مصر | ۲۷–۳۲ | دانمارک | ورزشگاه ملی یویوگی، توکیو |
| ۲۶ ژوئیه ۲۰۲۱ ۱۴:۱۵ |     |       |         | ورزشگاه ملی یویوگی، توکیو |
| ۲۶ ژوئیه ۲۰۲۱ ۱۴:۱۵ |     |       |         | ورزشگاه ملی یویوگی، توکیو |

| ۲۶ ژوئیه ۲۰۲۱ ۱۹:۳۰ | بحرین | ۲۵–۲۶ | پرتغال | ورزشگاه ملی یویوگی، توکیو |
| ۲۶ ژوئیه ۲۰۲۱ ۱۹:۳۰ |       |       |        | ورزشگاه ملی یویوگی، توکیو |
| ۲۶ ژوئیه ۲۰۲۱ ۱۹:۳۰ |       |       |        | ورزشگاه ملی یویوگی، توکیو |

| ۲۶ ژوئیه ۲۰۲۱ ۲۱:۳۰ | ژاپن | ۲۶–۲۸ | سوئد | ورزشگاه ملی یویوگی، توکیو |
| ۲۶ ژوئیه ۲۰۲۱ ۲۱:۳۰ |      |       |      | ورزشگاه ملی یویوگی، توکیو |
| ۲۶ ژوئیه ۲۰۲۱ ۲۱:۳۰ |      |       |      | ورزشگاه ملی یویوگی، توکیو |

| ۲۸ ژوئیه ۲۰۲۱ ۰۹:۰۰ | دانمارک | ۳۱–۲۱ | بحرین | ورزشگاه ملی یویوگی، توکیو |
| ۲۸ ژوئیه ۲۰۲۱ ۰۹:۰۰ |         |       |       | ورزشگاه ملی یویوگی، توکیو |
| ۲۸ ژوئیه ۲۰۲۱ ۰۹:۰۰ |         |       |       | ورزشگاه ملی یویوگی، توکیو |

| ۲۸ ژوئیه ۲۰۲۱ ۱۱:۰۰ | سوئد | ۲۹–۲۸ | پرتغال | ورزشگاه ملی یویوگی، توکیو |
| ۲۸ ژوئیه ۲۰۲۱ ۱۱:۰۰ |      |       |        | ورزشگاه ملی یویوگی، توکیو |
| ۲۸ ژوئیه ۲۰۲۱ ۱۱:۰۰ |      |       |        | ورزشگاه ملی یویوگی، توکیو |

| ۲۸ ژوئیه ۲۰۲۱ ۱۴:۱۵ | ژاپن | ۲۹–۳۳ | مصر | ورزشگاه ملی یویوگی، توکیو |
| ۲۸ ژوئیه ۲۰۲۱ ۱۴:۱۵ |      |       |     | ورزشگاه ملی یویوگی، توکیو |
| ۲۸ ژوئیه ۲۰۲۱ ۱۴:۱۵ |      |       |     | ورزشگاه ملی یویوگی، توکیو |

| ۳۰ ژوئیه ۲۰۲۱ ۱۱:۰۰ | بحرین | ۳۲–۳۰ | ژاپن | ورزشگاه ملی یویوگی، توکیو |
| ۳۰ ژوئیه ۲۰۲۱ ۱۱:۰۰ |       |       |      | ورزشگاه ملی یویوگی، توکیو |
| ۳۰ ژوئیه ۲۰۲۱ ۱۱:۰۰ |       |       |      | ورزشگاه ملی یویوگی، توکیو |

| ۳۰ ژوئیه ۲۰۲۱ ۱۶:۱۵ | سوئد | ۲۲–۲۷ | مصر | ورزشگاه ملی یویوگی، توکیو |
| ۳۰ ژوئیه ۲۰۲۱ ۱۶:۱۵ |      |       |     | ورزشگاه ملی یویوگی، توکیو |
| ۳۰ ژوئیه ۲۰۲۱ ۱۶:۱۵ |      |       |     | ورزشگاه ملی یویوگی، توکیو |

| ۳۰ ژوئیه ۲۰۲۱ ۱۹:۳۰ | پرتغال | ۲۸–۳۴ | دانمارک | ورزشگاه ملی یویوگی، توکیو |
| ۳۰ ژوئیه ۲۰۲۱ ۱۹:۳۰ |        |       |         | ورزشگاه ملی یویوگی، توکیو |
| ۳۰ ژوئیه ۲۰۲۱ ۱۹:۳۰ |        |       |         | ورزشگاه ملی یویوگی، توکیو |

| ۱ اوت ۲۰۲۱ ۰۹:۰۰ | پرتغال | ۳۰–۳۱ | ژاپن | ورزشگاه ملی یویوگی، توکیو |
| ۱ اوت ۲۰۲۱ ۰۹:۰۰ |        |       |      | ورزشگاه ملی یویوگی، توکیو |
| ۱ اوت ۲۰۲۱ ۰۹:۰۰ |        |       |      | ورزشگاه ملی یویوگی، توکیو |

| ۱ اوت ۲۰۲۱ ۱۱:۰۰ | مصر | ۳۰–۲۰ | بحرین | ورزشگاه ملی یویوگی، توکیو |
| ۱ اوت ۲۰۲۱ ۱۱:۰۰ |     |       |       | ورزشگاه ملی یویوگی، توکیو |
| ۱ اوت ۲۰۲۱ ۱۱:۰۰ |     |       |       | ورزشگاه ملی یویوگی، توکیو |

| ۱ اوت ۲۰۲۱ ۲۱:۳۰ | دانمارک | ۳۰–۳۳ | سوئد | ورزشگاه ملی یویوگی، توکیو |
| ۱ اوت ۲۰۲۱ ۲۱:۳۰ |         |       |      | ورزشگاه ملی یویوگی، توکیو |
| ۱ اوت ۲۰۲۱ ۲۱:۳۰ |         |       |      | ورزشگاه ملی یویوگی، توکیو |

## مرحله حذفی
|  | Quarterfinals | Quarterfinals |          |    | Semifinals   | Semifinals   |  |  | Gold medal | Gold medal |
|  |               |               |          |    |              |              |  |  |            |            |
|  | 3 August      |               |          |    |              |              |  |  |            |            |
|  |               |               |          |    |              |              |  |  |            |            |
|  | فرانسه        | 42            |          |    |              |              |  |  |            |            |
|  | فرانسه        | 42            | 5 August |    |              |              |  |  |            |            |
|  | بحرین         | 28            |          |    |              |              |  |  |            |            |
|  | بحرین         | 28            | فرانسه   | 27 |              |              |  |  |            |            |
|  | 3 August      |               | فرانسه   | 27 |              |              |  |  |            |            |
|  |               | مصر           | 23       |    |              |              |  |  |            |            |
|  | آلمان         | مصر           | 23       | 26 |              |              |  |  |            |            |
|  | آلمان         |               | 7 August | 26 |              |              |  |  |            |            |
|  | مصر           | 31            |          |    |              |              |  |  |            |            |
|  | مصر           | 31            | فرانسه   | 25 |              |              |  |  |            |            |
|  | 3 August      |               | فرانسه   | 25 |              |              |  |  |            |            |
|  |               | دانمارک       | 23       |    |              |              |  |  |            |            |
|  | سوئد          | دانمارک       | 23       | 33 |              |              |  |  |            |            |
|  | سوئد          | 5 August      |          | 33 |              |              |  |  |            |            |
|  | اسپانیا       | 34            |          |    |              |              |  |  |            |            |
|  | اسپانیا       | 34            | اسپانیا  | 23 |              |              |  |  |            |            |
|  | 3 August      |               | اسپانیا  | 23 |              |              |  |  |            |            |
|  |               | دانمارک       | 27       |    | Bronze medal | Bronze medal |  |  |            |            |
|  | دانمارک       | دانمارک       | 27       | 31 | Bronze medal | Bronze medal |  |  |            |            |
|  | دانمارک       |               | 7 August | 31 |              |              |  |  |            |            |
|  | نروژ          | 25            |          |    |              |              |  |  |            |            |
|  | نروژ          | 25            | مصر      | 31 |              |              |  |  |            |            |
|  |               |               |          |    |              |              |  |  |            |            |
|  | اسپانیا       | 33            |          |    |              |              |  |  |            |            |
|  | اسپانیا       | 33            |          |    |              |              |  |  |            |            |